# Caitlin Parker
Caitlin Parker (n. 17 aprilie 1996, Town of Cambridge⁠(d), Australia de Vest, Australia) este o boxeră ce a reprezentat Australia, medaliată olimpică. A participat la 2 ediții ale Jocurilor Olimpice (2020, 2024) în care a câștigat o medalie de bronz.